# 航海訓練所
独立行政法人航海訓練所（こうかいくんれんじょ、英称：National Institute For Sea Training）は、かつて存在した国土交通省所管の独立行政法人。
商船に関する学部学科の学生・生徒等に対し航海訓練を行うことにより、船舶の運航に関する知識及び技能を習得させることを目的とする訓練所。
2016年（平成28年）4月に海技教育機構に吸収合併され、同機構航海訓練部となった。

## 本部所在地
〒231-0003　神奈川県横浜市中区北仲通5-57 横浜第2合同庁舎

## 沿革
- 1942年1月 文部省所管の商船学校と航海練習所の練習船「日本丸」「海王丸」、文部省所管の東京高等商船学校の練習船「大成丸」と神戸高等商船学校「進徳丸」が逓信省所管になる[2]。

- 1943年4月 - 逓信省海務院に航海訓練所を設置（3月31日航海練習所廃止）。日本丸、海王丸、大成丸、進徳丸を運航するようになる。
- 1945年5月 - 運輸省の所管となる。
- 1969年12月21日 - 練習航海中の大成丸が関門海峡でタンカーと衝突する事故が発生[3]。
- 2001年1月 - 省庁再編により、国土交通省の所管となる。
- 2001年4月 - 独立行政法人航海訓練所となる。
- 2016年4月 - 独立行政法人海技教育機構に吸収合併され、同機構航海訓練部となる。

## 訓練対象となる学校
- 東京海洋大学海洋工学部
- 神戸大学海事科学部

- 商船高等専門学校
  - 大島商船高等専門学校
  - 広島商船高等専門学校
  - 弓削商船高等専門学校
  - 鳥羽商船高等専門学校
  - 富山高等専門学校（旧：富山商船高等専門学校）

- 独立行政法人海技教育機構
  - 海技大学校
  - 国立清水海上技術短期大学校　（静岡市清水区）
  - 国立波方海上技術短期大学校　（愛媛県今治市）
  - 国立宮古海上技術短期大学校　（岩手県宮古市）
  - 国立小樽海上技術学校　（北海道小樽市）
  - 国立館山海上技術学校　（千葉県館山市）
  - 国立唐津海上技術学校　（佐賀県唐津市）
  - 国立口之津海上技術学校　（長崎県南島原市）

## 練習船
- 日本丸（帆船）
- 海王丸（帆船）
海王丸では一般の人々を対象に乗船研修として、乗船研修や海洋教室を行っている。
- 銀河丸（ディーゼル船）
- 青雲丸（ディーゼル船）
- 大成丸 (4代)（ディーゼル船）

### 過去の練習船
- 大成丸 (初代) - 帆船
- 大成丸 (2代) - 蒸気タービン船。日本郵船の貨客船「小樽丸」を改装。
- 大成丸 (3代) - 蒸気タービン船。
- 進徳丸_(初代) - 帆船。改装され汽船練習船に。
- 進徳丸 (2代) - ディーゼル船。練習船初の自動化装備船として新造。
- 銀河丸 (初代) - 蒸気タービン船。日本郵船の貨客船「雲仙丸」を改装。
- 銀河丸 (2代) - ディーゼル船。引退後、海王丸座礁事故の際に「銀河II」として一時復帰。
- 青雲丸 (初代) - ディーゼル船。
- 北斗丸 (初代) - 蒸気タービン船。戦後の蒸気タービン練習船として新造。
- 北斗丸 (2代) - 蒸気タービン船。蒸気タービン練習船の2代目として新造。